# Alenquer (Portugal)
Alenquer ist eine Kleinstadt (Vila) in der Unterregion Oeste in Portugal mit 44.442 Einwohnern (Stand 19. April 2021).

## Geschichte

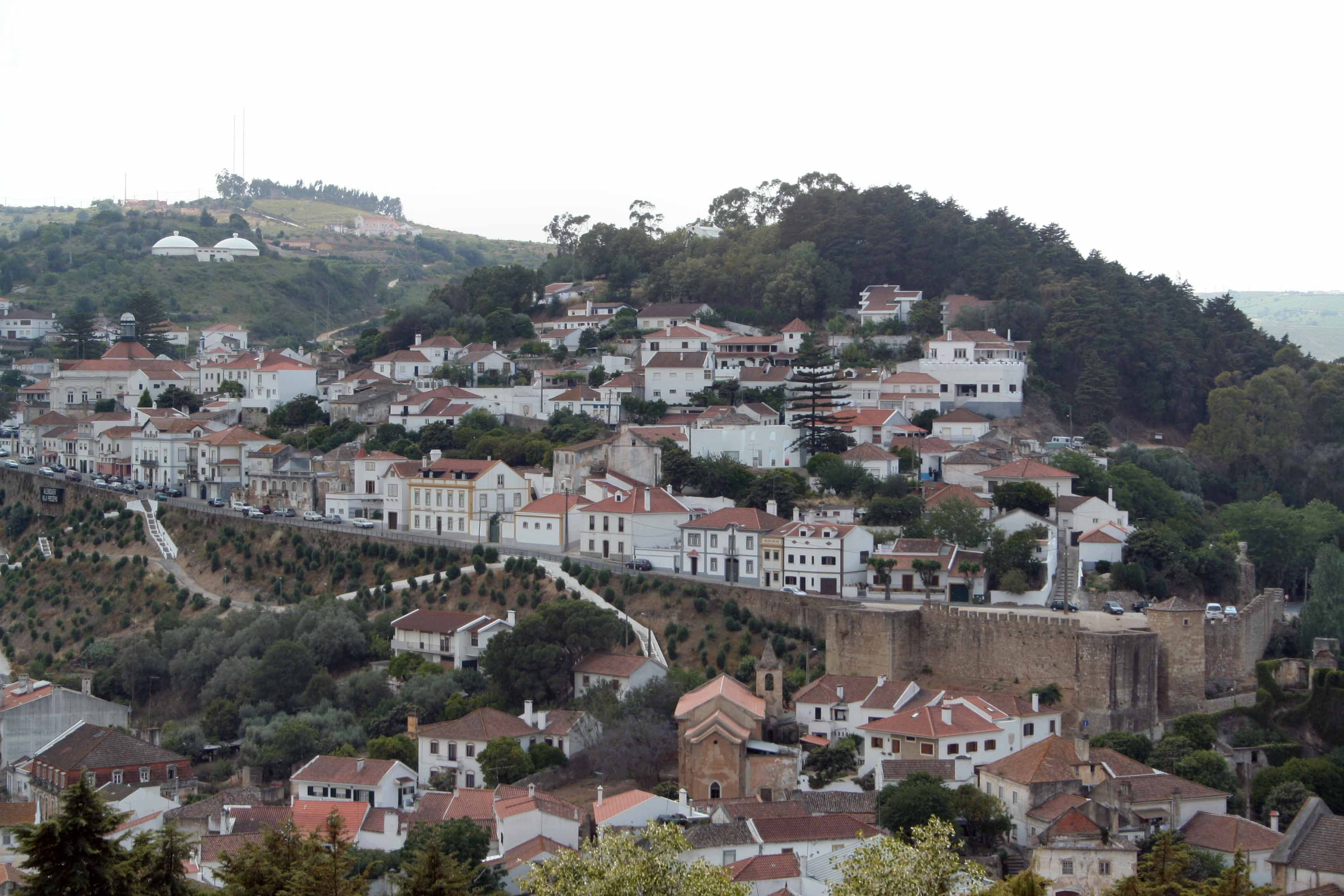
Blick auf Alenquer

Im nahegelegenen Pedra do Ouro befand sich bereits in der Kupferzeit eine Siedlung. Die in der ersten Hälfte des 5. Jahrhunderts von Alanen gegründete Stadt Alenquer führt noch immer einen alanischen Kriegshund, einen Alaunt, im Wappen. Königliches Stadtrecht bekam Alenquer im Jahre 1212.
Alenquer beherbergte eine bedeutende jüdische Gemeinde. Der Ort ist heute Teil der Rede de Judiarias, der Route historischer jüdischer Orte in Portugal.

## Verwaltung

### Der Kreis
Alenquer ist Verwaltungssitz eines gleichnamigen Kreises (Concelho) im Distrikt Lissabon. Die Nachbarkreise sind (im Uhrzeigersinn im Norden beginnend): Cadaval, Azambuja, Vila Franca de Xira, Arruda dos Vinhos, Sobral de Monte Agraço sowie Torres Vedras.

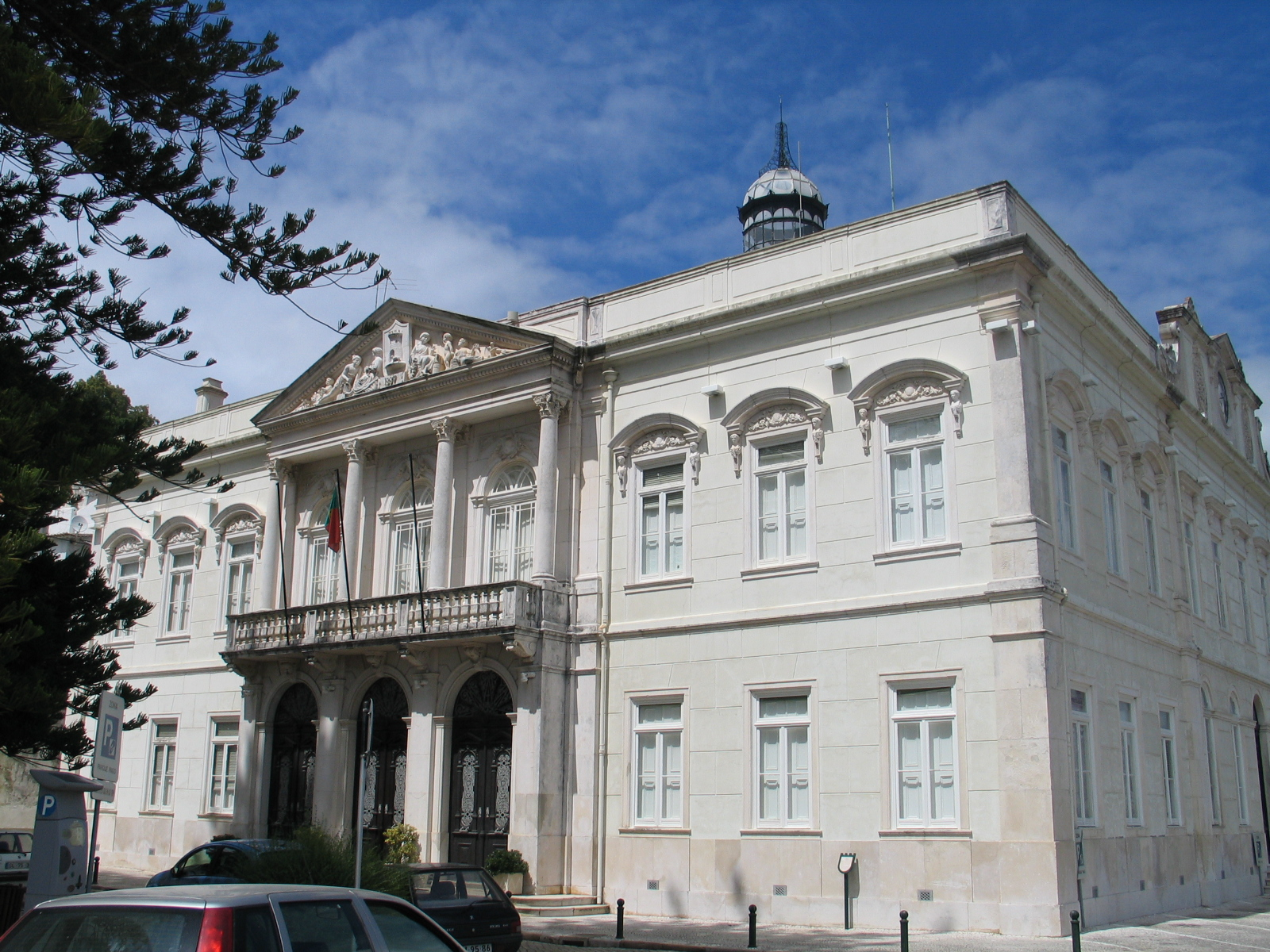
Das Rathaus von Alenquer

Mit der Gebietsreform im September 2013 wurden mehrere Gemeinden zu neuen Gemeinden zusammengefasst, sodass sich die Zahl der Gemeinden von zuvor 16 auf elf verringerte.
Die folgenden elf Gemeinden (Freguesias) liegen im Kreis Alenquer:

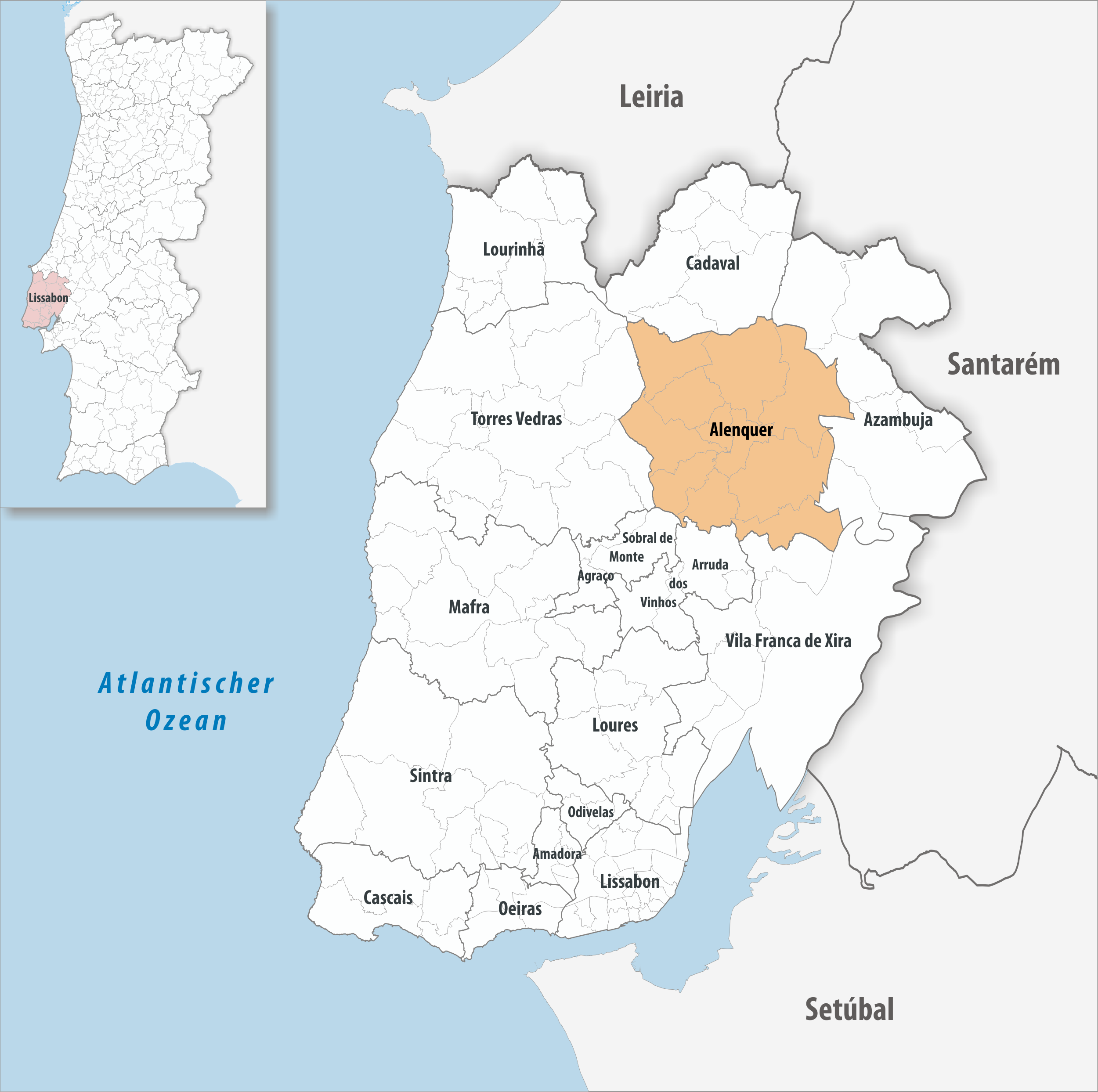
Kreis Alenquer

| Gemeinde                                   | Einwohner (2021) | Fläche km² | Dichte Einw./km² | LAU- Code |
| ------------------------------------------ | ---------------- | ---------- | ---------------- | --------- |
| Abrigada e Cabanas de Torres               | 4.157            | 46,15      | 90               | 110117    |
| Aldeia Galega da Merceana e Aldeia Gavinha | 2.911            | 27,96      | 104              | 110118    |
| Alenquer (Santo Estêvão e Triana)          | 12.026           | 50,08      | 240              | 110119    |
| Carnota                                    | 1.565            | 18,09      | 87               | 110106    |
| Carregado e Cadafais                       | 14.622           | 24,52      | 596              | 110120    |
| Meca                                       | 1.617            | 14,12      | 114              | 110107    |
| Olhalvo                                    | 1.806            | 8,30       | 218              | 110108    |
| Ota                                        | 1.195            | 46,32      | 26               | 110109    |
| Ribafria e Pereiro de Palhacana            | 1.494            | 18,34      | 81               | 110121    |
| Ventosa                                    | 2.000            | 22,21      | 90               | 110113    |
| Vila Verde dos Francos                     | 1.049            | 28,13      | 37               | 110114    |
| Kreis Alenquer                             | 44.442           | 304,22     | 146              | 1101      |

### Bevölkerungsentwicklung
| Einwohnerzahl im Kreis Alenquer (1801–2011) | Einwohnerzahl im Kreis Alenquer (1801–2011) | Einwohnerzahl im Kreis Alenquer (1801–2011) | Einwohnerzahl im Kreis Alenquer (1801–2011) | Einwohnerzahl im Kreis Alenquer (1801–2011) | Einwohnerzahl im Kreis Alenquer (1801–2011) | Einwohnerzahl im Kreis Alenquer (1801–2011) | Einwohnerzahl im Kreis Alenquer (1801–2011) | Einwohnerzahl im Kreis Alenquer (1801–2011) | Einwohnerzahl im Kreis Alenquer (1801–2011) |
| ------------------------------------------- | ------------------------------------------- | ------------------------------------------- | ------------------------------------------- | ------------------------------------------- | ------------------------------------------- | ------------------------------------------- | ------------------------------------------- | ------------------------------------------- | ------------------------------------------- |
| 1801                                        | 1849                                        | 1900                                        | 1930                                        | 1960                                        | 1981                                        | 1991                                        | 2001                                        | 2011                                        |                                             |
| 10.569                                      | 10.005                                      | 24.774                                      | 30.015                                      | 34.998                                      | 34.575                                      | 34.098                                      | 39.180                                      | 43.267                                      |                                             |

## Bauwerke
- Castelo de Alenquer (Triana)
- Castelo de Vila Verde dos Francos (Vila Verde dos Francos)

## Söhne und Töchter der Stadt
- Damião de Góis (1502–1574), Diplomat und Historiker
- Dantas Pereira (1772–1836), Konteradmiral und Miguelist
- Bento Pereira do Carmo (1776–1845), Großgrundbesitzer, Jurist und liberaler Politiker
- José António Soares Leal (1810–1873), liberaler Militär und Botschafter Portugals in Wien
- Luz de Almeida (1867–1939), Bibliothekar, Politiker und Freimaurer
- Palmira Bastos (1875–1967), Schauspielerin
- Hipólito Cabaço (1885–1970), Archäologe
- João Manuel Ferreira Simões (* 1932), Journalist
- Pedro Pinheiro (1939–2008), Komiker und Schauspieler
- Alexandre Manuel Costa Ruas (* 1956), Radrennfahrer
- Eduardo Henriques (* 1968), Olympischer Leichtathlet und Trainer
- Pedro Lamy (* 1972), Autorennfahrer
- Alda Gomes (* 1979), Schauspielerin
- Diana Lucas (* 1986), Sängerin